# Cycnidolon eques
Cycnidolon eques är en skalbaggsart som beskrevs av Thomson 1864. Cycnidolon eques ingår i släktet Cycnidolon och familjen långhorningar.
Artens utbredningsområde är Paraguay. Inga underarter finns listade i Catalogue of Life.